# WISE 0015-4615
WISE 0015-4615 is een bruine dwerg in het sterrenbeeld Phoenix en met een spectraalklasse van T8. De ster bevindt zich 45,4 lichtjaar van de zon.